# Piritex
Piritex este un grup de companii din România, cu afaceri în zona de pardoseli și în distribuția de materiale de construcții.
Grupul are sediul în satul Negoiești, comuna Brazi, județul Prahova este unul din cei mai mari distribuitori naționali de pardoseli calde.
Compania distribuie mochetă, covoare, linoleum, parchet, adezivi și accesorii, asigurând și servicii de transport, montaj și întreținere a produselor comercializate.
Grupul este prezent pe piață din 1994
și este deținut de omul de afaceri Petrică Ușurelu.
În anul 2007, grupul avea o rețea de 60 de magazine, dintre care aproximativ 18 unitați operate în sistem de franciză.
Grupul, care cuprinde 4 firme, avea circa 500 de angajați în anul 2009.
Cifra de afaceri:
- 2010: 34,7 milioane euro[4]
- 2009: 46,6 milioane euro[5]
- 2008: 80 milioane euro[1]
- 2006: 30,7 milioane euro[6]